# شمری-له-دو
شمری-له-دو (به فرانسوی: Chémery-les-Deux) یک کمون در فرانسه است که در Canton of Bouzonville واقع شده‌است.

## خصوصیات
شمری-له-دو ۱۰٫۰۳ کیلومترمربع مساحت و ۳۸۱ نفر جمعیت دارد و ۲۳۰ متر بالاتر از سطح دریا واقع شده‌است.